# The Essential Toni Braxton
The Essential Toni Braxton är ett samlingsalbum av den amerikanska R&B-sångerskan Toni Braxton, släppt i Sony BMG:s The Essential serie. Skivan är en uppföljare till de två tidigare samlingsalbumen; Ultimate Toni Braxton, släppt 2003 och Platinum & Gold Collection släppt 2004 och innehåller trettiosex av Braxtons bästa låtar. "The Good Life", en låt från det tidiga 90-talet då Braxton var med i R&B-gruppen The Braxtons är också inkluderad.
Albumet släpptes enbart i USA och Brasilien. I Brasilien såg dock låtförteckningen helt annorlunda ut.

## Låtförteckning
| Nr  | Titel                             | Längd |
| --- | --------------------------------- | ----- |
| 1.  | Love Shoulda Brought You Home     |       |
| 2.  | I Love Me Some Him                |       |
| 3.  | Tell Me                           |       |
| 4.  | You're Makin' Me High             |       |
| 5.  | He Wasn't Man Enough              |       |
| 6.  | Just Be a Man About It            |       |
| 7.  | How Many Ways (R.Kelly Remix)     |       |
| 8.  | Breathe Again                     |       |
| 9.  | You Mean the World to Me          |       |
| 10. | I Belong to You                   |       |
| 11. | How Could an Angel Break My Heart |       |
| 12. | Un-Break My Heart                 |       |
| 13. | Another Sad Love Song             |       |
| 14. | Seven Whole Days                  |       |
| 15. | I Don't Want To                   |       |
| 16. | Give U My Heart                   |       |

| 1.  | The Heat                                                      |  |
| 2.  | Gimme Some (med Lisa "Left Eye" Lopes)                        |  |
| 3.  | There's No Me Without You                                     |  |
| 4.  | Why Should I Care                                             |  |
| 5.  | Spanish Guitar (Royal Garden Flamenco Remix)                  |  |
| 6.  | I'm Still Breathing                                           |  |
| 7.  | Me & My Boyfriend (med 2-pac)                                 |  |
| 8.  | Give It Back (med The Big Tymers)                             |  |
| 9.  | The Time of Our Lives (med Il Divo)                           |  |
| 10. | He Wasn't Man Enough (Junior Vasquez Marathon Remix)          |  |
| 11. | Un-Break My Heart (Frankie Knuckles' Franktidrama club remix) |  |
| 12. | Hit The Freeway (med Loon)                                    |  |
| 13. | Come On Over Here                                             |  |
| 14. | Let It Flow                                                   |  |
| 15. | The Time of Our Lives (Solo Version)                          |  |
| 16. | The Good Life (av The Braxtons)                               |  |

## Listor
| Land                              | Topp position | Certifikat         | Försäljning |
| --------------------------------- | ------------- | ------------------ | ----------- |
| U.S. Hot R&B/Hip-Hop Albums Chart | 48            | Aldrig certifierad | 20,000      |